# 基督教世界

基督教世界在各個國家分布的深淺（2014年統計）

基督教世界（英語：Christendom）有多種含義，既可以指全世界的基督徒；也可以指基督徒居多的國家。自从羅馬帝國初期基督教自中東沙姆地區傳入歐洲與北非之後，基督教始終存在教會分裂現象，形成了以羅馬為中心的西方基督教世界、以及以君士坦丁堡為中心的東方基督教世界。在11世紀至13世紀，基督教世界是西方文明的中心。
基督教世界原僅限於歐洲及部分西亞國家，在大航海時代之後，天主教會、新教等西方基督教派系積極開展海外傳教活動，加上同時期西方國家的海外殖民行動，使得整個美洲、撒哈拉以南非洲，以及菲律賓、澳大利亞、紐西蘭等西太平洋國家，都納入基督教世界的範圍內。